# Stopnie niepełnosprawności
Ten artykuł należy dopracować:

przedstawiono sytuację tylko z polskiej perspektywy – artykuł powinien być przekrojowy.
Pomóż go poprawić. 
Stopnie niepełnosprawności – termin prawny stosowany w niektórych krajach do klasyfikacji rodzajów niepełnosprawności, wpływający na możliwość uzyskiwania przez osoby niepełnosprawne określonych ulg i uprawnień.  

## Polska
Powiatowe zespoły do spraw orzekania o niepełnosprawności wydają orzeczenia:
1. o niepełnosprawności,
2. o stopniu niepełnosprawności,
3. o wskazaniach do ulg i uprawnień.

Orzeczenie o niepełnosprawności zespół orzekający wydaje osobie, która nie ukończyła 16. roku życia, na wniosek wniesiony przez przedstawiciela ustawowego dziecka, natomiast orzeczenie o stopniu niepełnosprawności zespół orzekający wydaje osobie, która ukończyła 16. rok życia, na wniosek wniesiony przez osobę zainteresowaną lub jej przedstawiciela ustawowego. Orzeczenie o wskazaniach do ulg i uprawnień zespół orzekający wydaje osobie, która ukończyła 16. rok życia i posiada jedno z następujących orzeczeń:
1. ważne orzeczenie lekarza orzecznika Zakładu Ubezpieczeń Społecznych o:
  - całkowitej niezdolności do pracy i niezdolności do samodzielnej egzystencji,
  - całkowitej niezdolności do pracy,
2. częściowej niezdolności do pracy,
3. ważne orzeczenie organu rentowego (ZUS, MSWiA, MON), wydane przed 1 stycznia 1998 r. o zaliczeniu do jednej z grup inwalidów,
4. ważne, wydane przed 1 stycznia 1998 r. orzeczenie KRUS o niezdolności do pracy w gospodarstwie rolnym.

### Stopnie niepełnosprawności
Ustala się trzy stopnie niepełnosprawności:
1. znaczny,
2. umiarkowany,
3. lekki.

Orzeczenie ustalające stopień niepełnosprawności stanowi także podstawę do przyznania ulg i uprawnień na podstawie odrębnych przepisów.

#### Znaczny stopień
Do znacznego stopnia niepełnosprawności zalicza się osobę z naruszoną sprawnością organizmu, niezdolną do pracy albo zdolną do pracy jedynie w warunkach pracy chronionej i wymagającą, w celu pełnienia ról społecznych, stałej lub długotrwałej opieki i pomocy innych osób w związku z niezdolnością do samodzielnej egzystencji.

#### Umiarkowany stopień
Do umiarkowanego stopnia niepełnosprawności zalicza się osobę z naruszoną sprawnością organizmu, niezdolną do pracy albo zdolną do pracy jedynie w warunkach pracy chronionej lub wymagającą czasowej albo częściowej pomocy innych osób w celu pełnienia ról społecznych.

#### Lekki stopień
Do lekkiego stopnia niepełnosprawności zalicza się osobę o naruszonej sprawności organizmu, powodującej w sposób istotny obniżenie zdolności do wykonywania pracy, w porównaniu do zdolności, jaką wykazuje osoba o podobnych kwalifikacjach zawodowych z pełną sprawnością psychiczną i fizyczną lub mająca ograniczenia w pełnieniu ról społecznych dające się kompensować przy pomocy wyposażenia w przedmioty ortopedyczne, środki pomocnicze lub środki techniczne.

### Niezdolność do samodzielnej egzystencji
To naruszenie umiejętności organizmu, które uniemożliwia danej osobie samodzielne zaspokajanie zasadniczych potrzeb życiowych, m.in. poruszanie się czy komunikację.
Normy odnoszące się do kwalifikacji do znacznego stopnia niepełnosprawności zawierają kryteria określające skutki naruszenia sprawności organizmu powodujące:
- niezdolność do pracy — całkowitą niezdolność do wykonywania pracy zarobkowej z powodu fizycznego, psychicznego lub umysłowego naruszenia sprawności organizmu

- przymus sprawowania opieki — całkowitą zależność osoby od otoczenia, polegającą na pielęgnacji w zakresie higieny osobistej i karmienia lub w wykonywaniu czynności samoobsługowych, w prowadzeniu gospodarstwa domowego oraz w ułatwianiu kontaktów z otoczeniem

- przymus udzielania pomocy, w tym również w pełnieniu ról społecznych — zależność osoby od otoczenia, polegającą na udzieleniu wsparcia w czynnościach samoobsługowych, w prowadzeniu gospodarstwa domowego, z zakresu współdziałania w procesie leczenia, rehabilitacji, edukacji oraz w pełnieniu określonych ról społecznych.

Przez długotrwałą opiekę i pomoc w pełnieniu ról społecznych, rozumie się potrzebę jej sprawowania przez okres powyżej 12 miesięcy.

### Osoby przed 16. rokiem życia
Osoby, które nie ukończyły 16 roku życia, zaliczane są do osób niepełnosprawnych, jeżeli mają naruszoną sprawność fizyczną lub psychiczną o przewidywanym okresie trwania powyżej 12 miesięcy, z powodu wady wrodzonej, długotrwałej choroby lub uszkodzenia organizmu, powodującą konieczność zapewnienia im całkowitej opieki lub pomocy w zaspokajaniu podstawowych potrzeb życiowych w sposób przewyższający wsparcie potrzebne osobie w danym wieku.

### Zatrudnianie osób niepełnosprawnych
Zaliczenie do znacznego albo umiarkowanego stopnia niepełnosprawności osoby nie wyklucza możliwości zatrudnienia tej osoby u pracodawcy niezapewniającego warunków pracy chronionej, w przypadku uzyskania pozytywnej opinii Państwowej Inspekcji Pracy o przystosowaniu przez pracodawcę stanowiska pracy do potrzeb osoby niepełnosprawnej.